# Zizi Jeanmaire

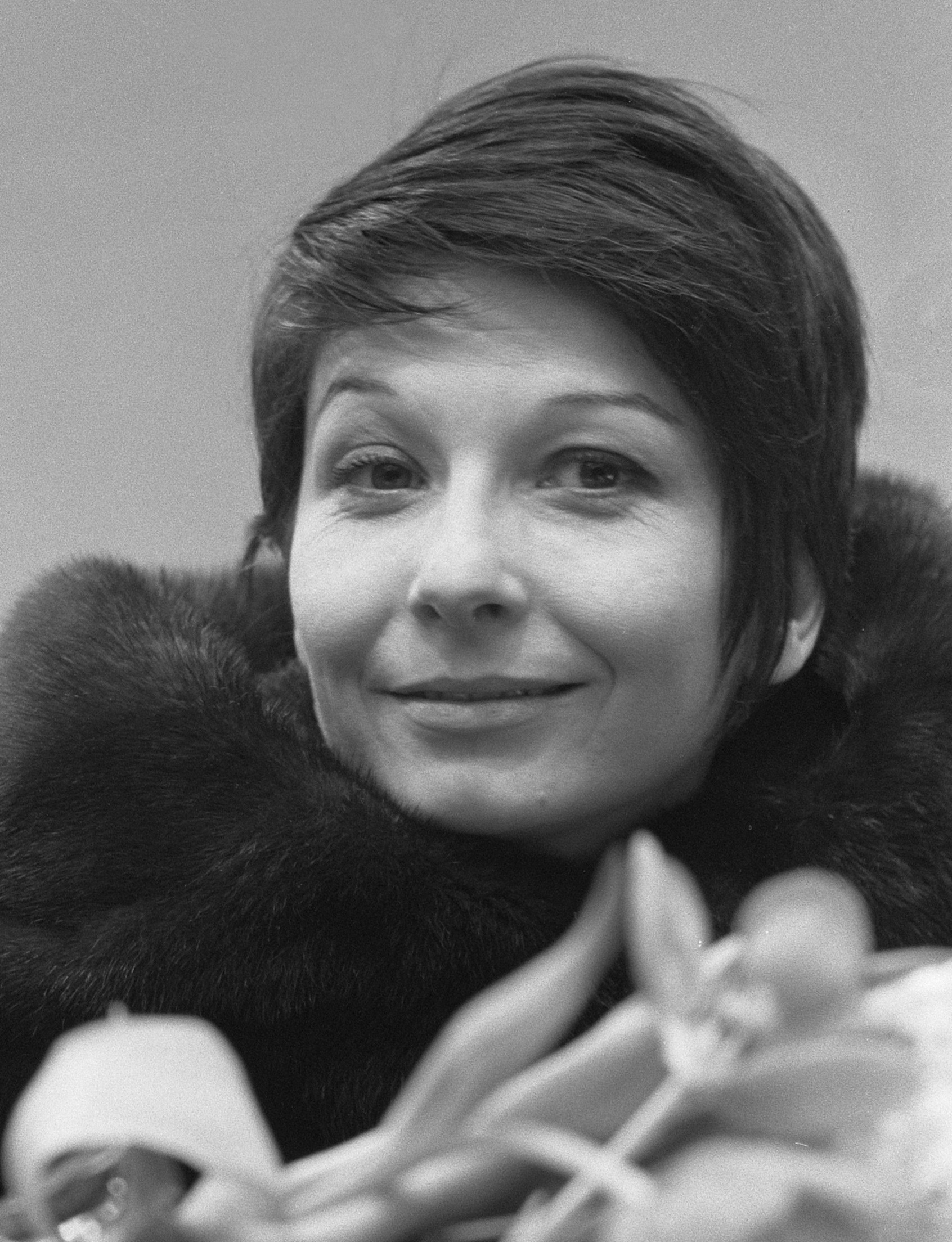
Zizi Jeanmaire (1963)

Renée Marcelle „Zizi“ Jeanmaire (* 29. April 1924 in Paris; † 17. Juli 2020 in Tolochenaz, Schweiz) war eine französische Balletttänzerin, Schauspielerin und Chanson-Sängerin. Bekannt wurde sie in den 1950er Jahren durch ihre Darstellung der Titelrolle in dem Ballett Carmen, das 1949 in London produziert wurde.

## Leben und Wirken
Ihren späteren Ehemann, den Tänzer und Choreografen Roland Petit, lernte sie bereits im Alter von neun Jahren während ihrer Ausbildung am Ballett der Pariser Oper kennen. Im Jahr 1954 heirateten sie. Ihre gemeinsamen Shows begründeten Jeanmaires weiteren Erfolg.
Jeanmaire wurde 1939 Mitglied des Opernballetts. 1944 tanzte sie in den Soirées de la danse im Théâtre Sarah-Bernhardt (heute Théâtre de la Ville). 1946 war sie Ballerina des Nouveau Ballet de Monte Carlo und 1947 während der letzten Saison von Colonel de Basils Ballets Russes in London. Danach war sie Startänzerin der von ihrem Mann geleiteten Kompanie Les Ballets de Paris, in der sie vor allem für ihre Energie und ihre Leidenschaft bekannt war. 1949 kreierte sie ihre berühmteste Rolle, Carmen, zu einem Arrangement von Melodien aus Bizets gleichnamiger Oper. In Petits Croqueuse de diamants trat sie 1950 erstmals als Chansonette auf. Weitere Rollen übernahm sie unter anderem 1958 in Petits La Rose des vents und 1959 in Cyrano de Bergerac.
Ihr Erfolg führte sie auch nach Hollywood, wo sie in den Musicals Hans Christian Andersen (1952) und Anything Goes (1956) auftrat, tanzte und sang. 1953 debütierte sie am New Yorker Broadway in The Girl in Pink Tights. Danach konzentrierte sie sich wieder auf den Tanz und produzierte mit ihrem Ehemann mehr als 60 Shows im Casino de Paris. Spätere Kreationen waren Symphonie fantastique an der Pariser Oper (1975) und Die Fledermaus (Marseille 1979). 
Sie war eine der bekanntesten französischen Tänzerinnen ihrer Zeit, deren Wirken sich kontinuierlich zwischen klassischem Ballett und leichter Unterhaltung bewegte. Zu Jeanmaires Markenzeichen wurde ihre Revuetanznummer Mon truc en plumes. 1979 trat sie im deutschen Fernsehen mit einem Medley in der Vico-Torriani-Show auf. Der US-amerikanische Bildhauer und Maler Joseph Cornell, dem sie nur einmal 1949 begegnete, war tief beeindruckt von ihr. Er bewahrte ihr Autogramm auf und sammelte Zeitungsausschnitte und Fotos von ihr und entwickelte daraus die Ausstellung La Lanterne Magique du Ballet Romantique of Joseph Cornell. Außerdem findet Jeanmaire in Peter Sarstedts Song Where Do You Go To (My Lovely) von 1969 Erwähnung: „You talk like Marlene Dietrich, and you dance like Zizi Jeanmaire.“
Jeanmaire trat auch selbst als Sängerin in Erscheinung und nahm Chansons von Serge Gainsbourg, Boris Vian und Jacques Prévert auf. Lieder Gainsbourgs standen im Mittelpunkt mehrerer ihrer Programme. So enthalten die Langspielplatten Au Casino de Paris (1972) und Bombino (1977) überwiegend Werke von ihm.
Im Jahr 1998 drehte der Regisseur Mischa Scorer eine Dokumentation über Jeanmaire, Zizi, je t’aime.
Zizi Jeanmaire starb im Alter von 96 Jahren und wurde auf dem Cimetière du Montparnasse (13. Division) neben ihrem 2011 gestorbenen Ehemann Roland Petit beigesetzt.

## Auszeichnungen
- Offizier Ehrenlegion[5]
- Ritter des Ordre des Arts et des Lettres[5]
- Komtur des Ordre national du Mérite[5]

## Filmografie
- 1952: Hans Christian Andersen und die Tänzerin (Hans Christian Andersen)
- 1956: Broadway-Zauber (Anything Goes)
- 1957: Paradies der Liebe (Folies-Bergère)
- 1957: Kavaliere (Charmants garçons)
- 1959: Die Schenke der Verlockung (Guinguette)
- 1960: Carmen 62 (1-2-3-4 ou Les Collants noirs)
- 1991: La belle au bois dormant